# Non-no
《non-no》（日语：ノンノ）是日本女性時尚雜誌，由集英社發行。創刊於1971年5月25日，每月發行一次。

## 概要
雜誌名稱「non-no」源自阿伊努語中「花」的意思。其為日本發行時間最久、且引領潮流的時尚雜誌之一。長期的競爭對手為《an・an》。其許多受歡迎的專屬模特兒均成功轉型為演員或藝人。原本的編輯方針是針對大學生、社會新鮮人等剛成年的女性族群，自2005年左右，較大學生年長的年齡層也成了目標對象。
其原本一個月發行2回（毎月5日、20日發售），2010年9月18日發售的11月號起改為每月發行1回（月刊）。
海外銷售方面，在香港，除專賣日語書籍的書店外，在一些書報攤均可找得到；台灣則在日語專門書店、雜誌專賣店、以及各大連鎖書店均可買到。

## 模特兒
※專屬契約者另以「○」標示。

### 現在活躍中
- 本田翼（2010年3月號 - ）○
- 大政絢（2011年1月號 - ）○
- 岡本梓（2012年8月號 - ）○
- 鈴木友菜（2014年5月號 - ）○
- 岡本杏理（2015年6月號 - ）○
- 上田真央（2011年3月號 - ）○
- 岡田紗佳（2012年2月號 - ）○
- 竹富聖花（2013年6月號 - ）○
- 木下日名子（2013年11月號 - ）○
- 泉春（2013年11月號 - ）○
- 佐藤美希（2014年3月號 - ）○
- 新木優子（2014年3月號 - ）○
- 久慈暁子（2014年11月號 - ）○
- 鈴木優華（2014年11月號 - ）○
- 遠藤新菜（2014年11月號 - ）○
- 高田里穗（2014年11月號 - ）○
- 姜知英（2014年12月號 - ）
- 馬場富美香（2015年6月號 - ）○
- 佐谷戸ミナ（2015年6月號 - ）○
- 新川優愛（2015年8月號 - ）○
- 武田玲奈（2016年6月号 - ）○[1]
- 金城茉奈（2016年6月号 - ）○[1]
- 佐藤エリ（2016年6月号 - ）○[1]
- 松川菜々花（2017年6月号 - ）○[2]
- 山田愛奈（2017年6月号 - ）○[2]
- 渡边理佐（2017年6月号 - ）○[2]
- 江野沢愛美（2018年3月号 -）○
- 貴島明日香（2018年11月号 - ）○[3]
- 多屋来夢（2018年11月号 - ）○[3]
- 岡本夏美（2019年3月号 - ）○
- 佐佐木美玲（日向坂46、2019年4月号 - ）○
- 遠藤櫻（乃木坂46、2020年7、8月合併號-）○

### 以前活躍的模特兒
- 栗原景子
- 涼
- Hana
- 加藤幸子
- SHIHO（志保）
- 未希
- 夏川結衣
- 松雪泰子
- 西田尚美
- 小雪
- 甘糟記子
- 山口泉
- 尾形幸子
- 松島洋子
- AYUMI
- 各務沙羅
- EMI
- 菅井悦子
- 五明祐子
- 佐藤康惠
- 梓
- 吉野友華梨
- 長谷川ミキ
- 藤澤恵麻
- 菊池亜希子
- 松島花
- 永野桃子（現名黑木桃子）
- 金月繪里
- 安座間美優（移籍CanCam）
- 斎藤恵美
- 津村絵美
- ジョジ後藤
- 松沼リナ
- 愛可
- 津田真美江
- 谷口小波
- 蜂須賀太江子
- 三上純子
- 森下紀子
- 鶴見扶美江
- 高崎晶子
- ナオ
- 佐藤彌生
- 田中伸子
- 杏
- 河本麻希
- JOSI
- 竹下玲奈
- 石井美繪子
- 田中愛里
- 福田明子
- 長井梨紗
- 比留川游
- ikumi
- 森貴美子
- 山本純子
- 山本佑美
- 古川美有
- 美優
- 高橋繪美
- 大森美知
- 照屋愛美
- 渡邊早織
- 菜菜緒
- 矢野未希子（2008年2月號 - 2011年1月號）
- 田中美保（2000年 - 2012年5月號）
- 野崎萌香（2012年5月號畢業）
- 赤谷奈緒子（2012年5月號畢業）
- 佐藤栞里（2010年5/20號 - 2012年8月號）
- 七菜香（2010年4/5號 - 2012年8月號）
- 佐佐木希（2010年2/5號 - 2013年5月號）
- 西田有沙（2011年3月號 - 2013年5月號）
- 岩本乃蒼（2011年3月號 - 2013年5月號）
- 大島渚（2011年3月號 - 2013年5月號）
- 上間美緒（2012年2月號 - 2013年5月號）
- 水澤惠麗奈（2011年6月號 - 2013年6月號）
- 日南響子（2011年6月號　- 2013年10月號）
- SAORI（2012年2月號 - 2014年6月號）
- 三根梓（2012年7月號 - 2014年11月號）
- 佐藤亞璃紗（2010年4/20號 - 2014年9月號）
- 未來穗香（2013年11月號 - 2014年10月號）
- 荒井萌（2012年2月號 - 2014年11月號）
- 岸本聖紫瑠（2008年7/20號 - 2015年2月號）
- 波瑠（2012年6月號 - 2015年5月號）
- 桐谷美玲（2012年3月號 - 2015年6月號）
- 二村祥繪（2013年6月號 - 2015年6月號）
- 西野七濑（2015年6月號 - 2022年3月號）

## 面試會
- 第32回（2001年）
  - 優勝 - 藤澤惠麻
- 第33回（2002年）
  - 優勝 - 尾形幸子、松島洋子（上回FRIEND）
- 第34回（2003年）
  - 優勝 - 河本麻希
- 第35回（2004年）
  - 優勝 - 沒有相符合者
  - nonno·FRIEND - 古川美有、金月繪里
- 第36回（2005年）
  - 沒有相符合者
- 第37回（2005年）
  - 優勝 - 永野桃子（現在為 黒木桃子）
  - ハーバルエッセンシャル賞・Beauty Model - 田中愛里
  - nonno·FRIEND - 真柴有希、鈴木莉紗、岡田茉奈
- 第38回（2006年）
  - 優勝 - 安座間美優　
  - ハーバルエッセンシャル賞・Beauty Model - 長井梨紗
  - nonno·FRIEND - 吉原亞希子、齋藤菜ツ美、小林瑤
  - 挑戰隊 - 下田美咲、藤田有里、小林恵里、山本智恵
- 第39回（2007年）
  - 優勝 - 高橋繪美　
  - ハーバルエッセンシャル賞・Beauty Model - 大橋寛子
  - nonno·FRIEND - 小林惠里（上回挑戰隊）、佐藤咲也子、筒井麻未、檜山由貴奈、渡邊早織
  - 挑戰隊 - 三ケ田カレン、佐藤友里、八木菜々花、桑原ゆかり
  - nonno·BOYFRIEND - 鈴木雄貴
- 第40回（2008年）
  - 優勝 - 沒有相符合者
  - ハーバルエッセンシャル賞・Beauty Model - 森山沙月
  - nonno·FRIEND - 日向千步
  - 挑戰隊 - 高野祐未、松居茉奈（兩名從2010年開始成為nonno·FRIEND）
  - nonno·BOYFRIEND - 笹塚麻朝
- 第41回（2009年）
  - 優勝 - 照屋愛美
  - ハーバルエッセンシャル賞・Beauty Model - 高瀬リエ
  - nonno·FRIEND - 野崎萌香、山本佑美、堤ゆきみ（3名都從2010年開始成為nonno·Model）
  - 挑戰隊 - 小松愛唯、上木理恵子、猪鼻ちひろ、岡村いずみ、三村有希（5名都從2010年開始成為nonno·FRIEND）
- 第42回（2010年）
  - 優勝 - 岩本乃蒼
  - 準優勝 - 上田眞央
  - 審査員特別賞 - 西田有沙、大島なぎさ

- 第43回（2011年）
  - 優勝 - 岡田紗佳
  - 準優勝 - 荒井萌
  - 審査員特別賞 - 上間美緒、SAORI
  - クリニークフレッシュフェイス賞 - 岡田紗佳

## 外部連結
- （日語） non-no Web（页面存档备份，存于） （日語）